# Neuve-Maison
 Neuve-Maison  là một xã ở tỉnh Aisne, vùng Hauts-de-France thuộc miền bắc nước Pháp.